# Mike Rotunda
Lawrence Michael "Mike" Rotunda, född 30 mars 1958 i Saint Petersburg i Florida, är en amerikansk före detta professionell fribrottare som brottade under ringnamnen Mike Rotunda, Mike Rotundo, Mike Drond, Irwin R. Schyster (I.R.S.), Michael Wallstreet, M. Wallstreet och V.K. Wallstreet. Han var verksam inom fribrottning mellan 1981 och 2006 och var kontrakterad till bland annat World Wrestling Federation (WWF), World Championship Wrestling (WCW) och National Wrestling Alliance (NWA). Rotunda var mest framgångsrik när han bildade par med en annan brottare, så kallad tag team, samt spelade skattmasen Irwin R. Schyster/I.R.S. Han och "Million Dollar Man" Ted DiBiase utgjorde den framgångsrika duon "Money Inc." och vann WWF World Tag Team Championship tre gånger 1992–1993. Han vann också det mästerskapet ytterligare två gånger med sin framtida svåger Barry Windham när de gick under namnet "The U.S. Express" 1985 samt en NWA World Tag Team Championship, tillsammans med Steve Williams när de utgjorde duon "The Varsity Club" 1989. Som ensam fribrottare vann han tre NWA Television Championship för åren 1982, 1988 och 1989.
Rotunda avlade en examen samt utövade amerikansk fotboll och brottning vid Syracuse University innan han började att utöva fribrottning.
Han är före detta svärfar till svenskan Sarah Bäckman, som är åttafaldig världsmästare i armbrytning och deltagit i TV4:s Gladiatorerna.